# Jacquemontia curtisii
Jacquemontia curtisii är en vindeväxtart som beskrevs av Albert Peter och Hallier f. Jacquemontia curtisii ingår i släktet Jacquemontia och familjen vindeväxter. Inga underarter finns listade i Catalogue of Life.